# Mavisbank House

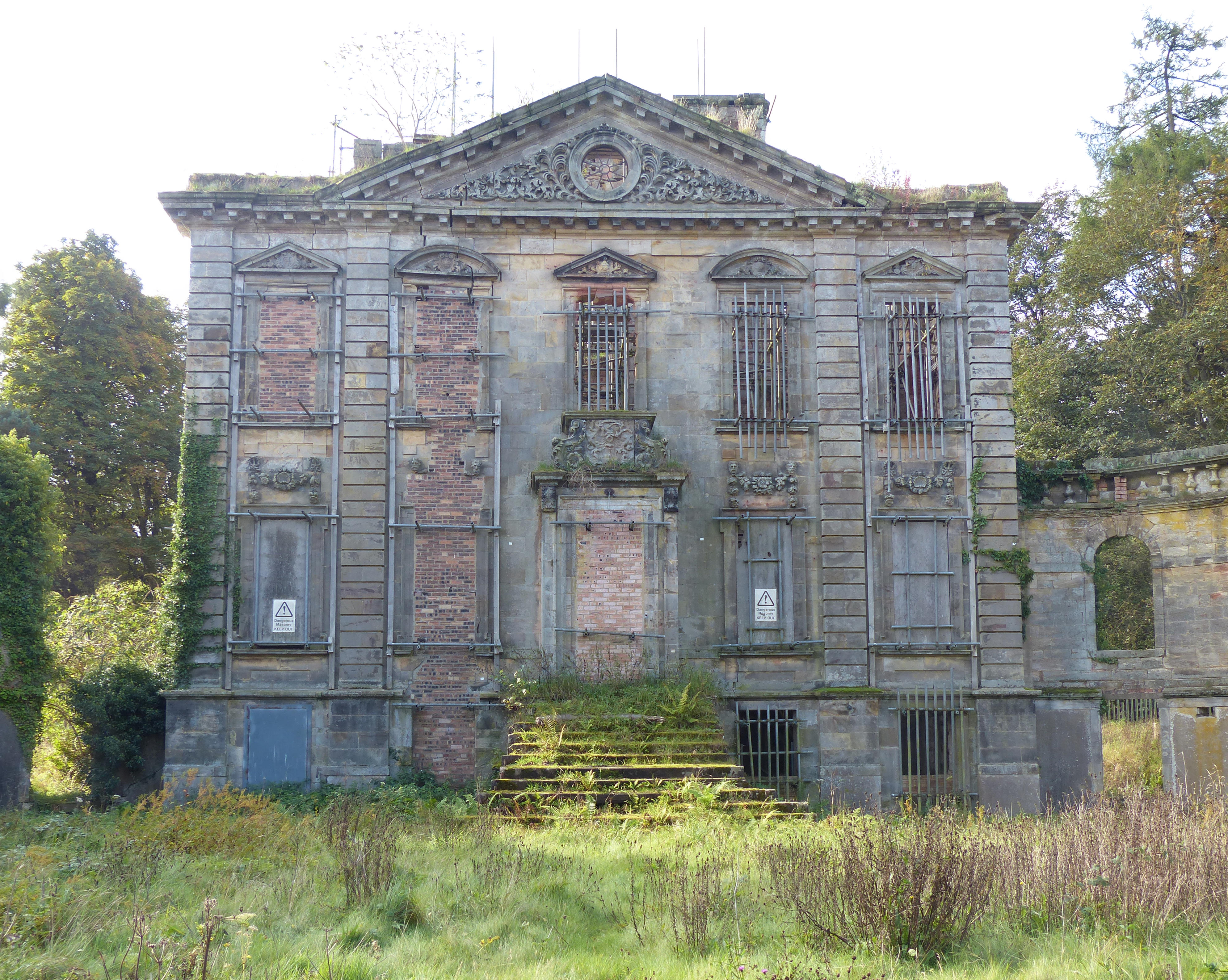
Mavisbank House

Mavisbank House, ehemals New Saughton Hall, ist die Ruine eines Herrenhauses nahe der schottischen Ortschaft Loanhead in der Council Area Midlothian. 1971 wurde das Bauwerk in die schottischen Denkmallisten in der höchsten Kategorie A aufgenommen. Des Weiteren bildet es mit verschiedenen Außengebäuden ein Denkmalensemble der Kategorie A. Außerdem war das Anwesen als Scheduled Monument klassifiziert. Die Einstufung wurde jedoch 2016 aufgehoben. Zuletzt sind verschiedene Außengebäude eigenständig als Denkmäler der Kategorien A, B oder C klassifiziert. Das Gesamtanwesen ist im schottischen Register für Landschaftsgärten verzeichnet. In drei von sieben Kategorien wurde das höchste Prädikat „herausragend“ verliehen.

## Geschichte
Im Jahre 1695 erwarb John Clerk, 1. Baronet die Ländereien von Mavisbank. Ursprünglich plante er dort ein kleines Gebäude zu erbauen, um seine Kohlebergwerke zu verwalten. Diese Pläne wurden jedoch nie umgesetzt. In den 1710er Jahren konkretisierten sich Clerks Pläne zur Errichtung eines Herrensitzes und nahmen zusehends Gestalt an. Bis zu seinem Tod im Jahre 1722 ist aber keine Bauaktivität zu verzeichnen. Das Anwesen fiel seinem Sohn John Clerk, 2. Baronet zu. Dieser entwarf in Zusammenarbeit mit dem schottischen Architekten William Adam das heutige Herrenhaus. Als Inspiration besuchten beide zuvor das englische Castle Howard sowie das niederländische Mauritshuis. Mavisbank House wurde zwischen 1723 und 1728 erbaut. Bis 1815 wurde das Anwesen innerhalb der Familie vererbt. In diesem Jahr erwarb Graeme Mercer die Ländereien. Er setzte die kontinuierlich betriebene Ausgestaltung des Anwesens fort, bis er das Haus an den aus Liverpool stammenden Kaufmann George Clerk Arbuthnot veräußerte.
1877 wechselte Mavisbank House abermals den Eigentümer und wurde fortan als private Heilanstalt genutzt. In diesem Zuge wurde ein Namenswechsel zu New Saughton Hall vorgenommen. Die Betreibergesellschaft wurde im Jahre 1853 aufgelöst und der ehemalige Anstaltsleiter erwarb das Anwesen. 1954 erwirkte er die Erlaubnis, die im 19. Jahrhundert hinzugefügten Flügel niederzureißen. Außerdem setzt er den ursprünglichen Namen Mavisbank House wieder ein. Noch im selben Jahr wechselte das Anwesen abermals den Eigentümer. 1973 verheerte ein Feuer das Gebäude, das seitdem nur noch als Ruine erhalten ist. Es folgten mehrere Besitzerwechsel bis Historic Scotland Mavisbank House 1995 erwarben. Zuvor war es vor dem drohenden Abriss bewahrt worden. 2007 wurde das Gebäude in der BBC-Sendung Restoration dargestellt. Es sollen Gelder akquiriert werden um die zu dieser Zeit geschätzten Restaurierungskosten in Höhe von 7 Millionen £ aufzubringen. Federführend ist der 2002 gegründete Mavisbank Trust mit der Aufbringung der Mittel befasst.

## Mavisbank House

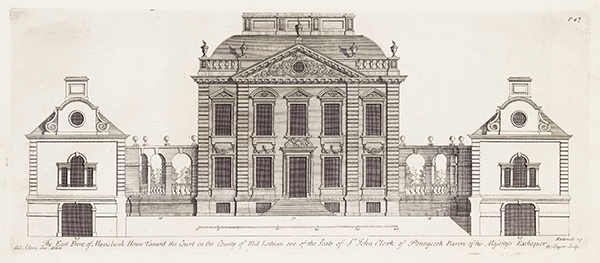
Zeichnung von William Adam aus dem Jahre 1812

Mavisbank House liegt wenige hundert Meter südöstlich der Ortschaft Loanhead. Im Südosten begrenzt der Fluss North Esk das Anwesen. Dem zweistöckigen klassizistischen Herrenhaus sind Pavillons vorgelagert, die über eine geschwungene Blendmauer mit diesem verbunden sind. Die nordostexponierten Frontseite ist fünf Achsen weit. Das Mauerwerk besteht aus Sandsteinquadern, während ansonsten Bruchstein verbaut wurde, der einst mit Harl verputzt war. Eine sich verjüngende Vortreppe führt hinauf zu dem Eingangsportal. Dieses wird von kolossalen Blendpfeilern flankiert, die auch die Gebäudekanten absetzen. Darauf sitzt ein reich ornamentierter Dreiecksgiebel mit Ochsenauge. Segmentgiebel oder Dreiecksgiebel bekrönen die Fenster. Die seitlichen Fassaden sind identisch aufgebaut und vier Achsen weit. An der fünf Achsen weiten Rückseite tritt zentral ein Portikus hervor, der über eine Vortreppe zugänglich ist, die ehemalig mit Balustrade gestaltet war. Der Portikus ist mit toskanischen Säulen und korrespondieren toskanischen Pilastern gestaltet.

## Außengebäude

### Gärten
Die in den 1730er Jahren entstandenen Gärten befinden sich in geschützter Lage südöstlich des Herrenhauses. Sie bestehen aus einem hufeisenförmigen umfriedeten Areal, an das sich eine weitere, grob dreieckige Fläche im Südwesten anschließt. Wahrscheinlich durchkreuzten zwei Wege die Anlage, deren Hauptweg sich auf einer Achse mit dem Hauptgebäude befand. Zwei Eiben markierten wahrscheinlich die Enden des Weges. Ornamentierte Sandsteinpfeiler mit schmiedeeisernen Toren sind an den Wegenden in die Mauer eingelassen. Am Nordwesttor führt eine Treppe in den Küchengarten hinab. Während die gesamten Gärten heute von natürlicher grasiger Vegetation bewachsen sind, sind im Küchengarten noch Obstbäume erhalten. Das kleinere, dreieckige Areal im Südwesten war einst ein Blumengarten. Die Gärten sind als Denkmal der Kategorie A eingestuft.

### Gartenhaus
Das als Kategorie-A-Bauwerk gelistete Gartenhaus stammt aus dem Jahre 1731. Es liegt direkt westlich der Molkerei nahe der Umfriedungsmauer des ehemaligen Blumengartens. Das Gebäude weist einen quadratischen Grundriss auf. An der Frontseite wurde zu Quadern gehauener, cremefarbener Sandstein verbaut, während an den restlichen Außenwände lediglich Bruchstein verwendet wurde. Die Nordseite ist mit Pilastern gestaltet, die ein Gesims tragen. Der Eingang ist mit Rundbogen mit Schlussstein gearbeitet. Das Dach ist heute nicht mehr erhalten.

### Wildkeller
Der ehemalige Wildkeller ist als Denkmal der Kategorie B klassifiziert. Das einstöckige Gebäude mit quadratischem Grundriss stammt aus dem späteren 19. Jahrhundert. Es diente der Lagerung von erlegtem Wild. Um eine günstige Temperatur und Belüftung zu gewährleisten, liegt es auf einer schattigen Anhöhe zwischen Herrenhaus und Molkerei. Das Mauerwerk besteht aus zu Quadern gehauenem, cremefarbenem Sandstein. Das Gebäudedach ist mit grauem Schiefer eingedeckt. Im Innenraum sind variable Gitter angebracht. Der Boden besteht aus Steinplatten. Die Decke ist mit einer Lattenkonstruktion gearbeitet, welche ehemals hinter einem Gipsputz versteckt war, der heute jedoch großteils fehlt.

### Eishaus
Direkt nördlich von Mavisbank House befindet sich das Eishaus. Das Kategorie-B-Bauwerk stammt aus dem früheren 18. Jahrhundert. Die Fassaden sind mit Sandstein verkleidet. Darunter befindet sich ein Tonnengewölbe bestehend aus einem zweireihigen Backsteinmauerwerk. Dieses war einst verputzt.

### Molkerei
Die Molkerei mit Milchviehstallungen liegt jenseits eines Hügels am North Esk südlich von Mavisbank House. Der heute als Wohngebäude genutzte Komplex geht wahrscheinlich auf einen Bauernhof aus dem 18. Jahrhundert zurück, der in den 1840er Jahren neu aufgebaut wurde. Der einstöckige Gebäudekomplex aus grauem Sandstein umgibt einen Innenhof fast vollständig. Lediglich an der Südwestseite wurde ein Zufahrtsweg gelassen. Die Ostfassade ist zehn Achsen weit, die im Schema 3–4–3 angeordnet sind. An den Außenseiten überragen hierbei die Giebelseiten der Querbauten den flacheren Ostteil. Links ist ein modernes Garagetor eingelassen. Hingegen sind rechts noch die beiden ursprünglichen, mit Segmentbögen abschließenden Holztore zu finden. Ein weiteres solches Tor befindet sich hofseitig. Links tritt ein gläserner Wintergarten neueren Datums hervor. Diese Gebäudeseite ist asymmetrisch aufgebaut und mit einer Dachgaube gestaltet.
Ebenso ist der südliche Gebäudeteil asymmetrisch aufgebaut. An verschiedenen Stellen wurden einstige Rundbogenfenster mit Mauerwerk verfüllt und moderne rechteckige Fenster eingesetzt. Die Nordseite ist annähernd symmetrisch und acht Achsen weit. Hierbei flankieren jeweils zwei Achsen auf den Giebelseiten der Quergebäude das vier Achsen weite Nordgebäude. Auch hier sind Rundbogenportale mit zweiflügligen Holztoren verbaut. An beiden Außenseiten sind Holztüren mit Kämpferfenstern eingelassen. Hofseitig weist dieser Gebäudeteil keine Symmetrie auf. Dort sind unter anderem ein Rundbogenfenster und eine moderne Eingangstüre zu finden. Die vier Achsen weite Westseite ist symmetrisch gestaltet. Auch hier sind teilweise moderne Fenster sowie die ursprünglichen Rundbogenfenster zu finden. Die ehemalige Molkerei ist selbst als Denkmal der Kategorie C kategorisiert, ist jedoch Teil des Denkmalensembles der Kategorie A.

### Taubenturm
Im Nordostteil des Anwesens, rund 800 m nordöstlich von Mavisbank House, ist ein Taubenturm zu finden. Möglicherweise handelt es sich um einen ehemaligen Wachtturm, der im Jahre 1738 umgenutzt wurde. Im ursprünglichen Landschaftsplan des Anwesens scheint der Turm eine bedeutende Rolle als Blickfang gespielt zu haben. So laufen die drei Hauptwege sowie ein Kanal nahe dem Turm zusammen. Es handelt sich um einen zylindrischen Turm, der heute nur noch als Ruine erhalten ist. So fehlen das Dach sowie Teile des oberen Bruchsteinmauerwerks. Im Innenraum sind keine Nistkästen mehr vorzufinden. Etwa auf zwei Drittel der Höhe springt ein schlichtes Gurtgesims hervor. Der heute teilweise von Erdwerk verborgene Eingang befindet sich an der Südwestseite. An der gegenüberliegenden Seite ist ein Ochsenauge eingelassen. Der Taubenturm ist sowohl als Einzeldenkmal als auch als Teil des Ensembles in die Kategorie A einsortiert.